# La Liga Federal de Básquetbol
La Liga Federal de Básquetbol è un torneo di pallacanestro professionistico argentino gestito dalla Federazione cestistica dell'Argentina, corrispondente alla terza categoria del campionato di pallacanestro in Argentina. È il successore della Liga "B", che nel 1992 era diventata la terza divisione con la creazione del Torneo Nacional de Ascenso .
A partire dalla stagione 2022, ha cambiato la sua denominazione precedente Torneo Federal de Básquet con quella attuale, al fine di mantenere una nomenclatura simile a quella delle due categorie superiori della pallacanestro argentina (Liga Nacional e la Liga Argentina).
Ogni anno questo torneo assegna la promozione per disputare la Liga Argentina, il secondo livello nazionale, nella stagione successiva.

## Storia
Il Torneo Federal de Básquetbol è stato creato nel 2011, quando l’Asociación de Clubes de Básquetbol decise di cedere l’organizzazione della terza divisione nazionale di questo sport alla Federazione cestistica dell'Argentina (CABB), la quale organizzò un torneo con 55 squadre, come continuazione migliorata di quella che era la Liga "B", terza categoria della pallacanestro argentina, promettendo uno sviluppo più sostenibile dal punto di vista economico e più ampio rispetto alla versione precedente..
<<Il fatto che vi fossero 55 club sparsi in tutto il Paese rende questo torneo altamente "federale", al pari di tutte le competizioni organizzate dalla CABB, così come della Liga Nacional. Credo ci sia ancora molto da imparare, molto da migliorare, ma penso che le persone che sono al comando del torneo, come Siri e Tolcachier, possano essere molto soddisfatte. Abbiamo tutti i risultati disponibili online, c’è grande attesa in tutte le città dove si gioca, e sebbene manchino ancora molte cose da perfezionare, stiamo tracciando la nostra strada affinché diventi una competizione che tutte le squadre di basket del Paese vogliano disputare>>. — Germán Vaccaro, ex presidente della CABB.
Come già detto, nella prima edizione parteciparono 55 squadre, tra le quali la La Unión de Colón e il San Lorenzo Chivilcoy che divennero le prime due squadre ad ottenere la promozione al Torneo Nacional de Ascenso 2012-13.
Nella stagione 2012/2013, presero parte 49 squadre, e l' Unión de Santa Fe ed il Barrio Parque de Córdoba furono promosse al TNA 2013-14.
Nella terza edizione, 53 squadre gareggiarono per due promozioni al TNA 2014-15, ottenute dall' Estudiantes de Olavarría e dal Regatas de Concepción del Uruguay.
Nella stagione 2014-15, parteciparono 54 club, e furono assegnate quattro promozioni al TNA 2015-16, conquistate da Parque Sur (Concepción del Uruguay), Olimpo de Bahía Blanca, Atenas de Carmen de Patagones e Hindú Club de Resistencia. Le quattro squadre promosse si affrontarono in un quadrangolare con formato semifinali e finale (più una gara per il terzo posto), disputato nella città di Carmen de Patagones . In finale, il Parque Sur di Concepción del Uruguay vinse contro l' Olimpo per 92-91.
Nel 2015, l’Associazione dei Giocatori, ente che regola i contratti dei cestisti professionisti, chiese l’inabilitazione di 16 squadre per non aver rispettato i contratti con giocatori e/o membri dello staff tecnico. Le squadre coinvolte furono: Atlético Santa Rita de Esquina, Corrientes, Red Star de Catamarca, Aca Salud de Posse, San Lorenzo de Chivilcoy, Deportivo y Social Sportsmen Unidos de Rosario, Tucumán BB, Asociación Tiro y Deportes de Río Grande, Hindú Club de Resistencia, Juventud Unida de Goya, Unión Orán de Salta, Tokio Deportivo y Social de Posadas, Facundo de La Rioja, Olimpia de Catamarca, Atlético Argentino de Firmat,Del Progreso Roca,Municipal Santa Rosa.
Alla fine, in quella stagione parteciparono 50 club, suddivisi nelle due consuete conferenze (Nord e Sud), ognuna composta da tre divisioni. Come nella stagione 2014-15, il campione venne deciso in un quadrangolare Final 4 con formato semifinali e finali (più la finale per il terzo posto) disputato in un campo neutro, nello specifico al Estadio Héctor Etchart. I vincitori, Temperley e Sportivo Las Parejas, ottennero la promozione al TNA 2016-17, e disputarono la finale per il titolo, che fu vinta dal Temperley, che si laureò campione battendo Sportivo per 68-59.
Nel 2017 parteciparono 50 squadre, divise in due conferenze: Nord e Sud. Dopo vari turni a eliminazione, Ramos Mejía Lawn Tennis Club e Deportivo Norte de Armstrong eliminarono rispettivamente Ameghino de Villa María e Talleres de Tafí Viejo, ottenendo così la promozione al Torneo Nacional. Entrambe disputarono la finale per il titolo della categoria.
Nella stagione 2017-18, nella fase regolare parteciparono 64 club, divisi in due conferenze, che a loro volta si suddividevano in sette divisioni. Nei playoff, dopo le eliminatorie interne alle conferenze, 8 squadre accedettero alla fase nazionale a partire dai quarti di finale. La finale si disputò in una serie di due incontri tra il Club Central Argentino Olímpico e il Racing Club Chivilcoy, che si proclamò campione vincendo entrambe le partite.[11] Racing stabilì anche il record di 37 vittorie su 38 partite giocate (perdendo solo all’esordio contro il Belgrano de San Nicolás) e vinse tutti i playoff senza perdere neanche un incontro.
Il 10 febbraio 2025, la CABB ha annunciato che 110 club si sono iscritti per partecipare all'edizione 2025 della Liga Federal, stabilendo un record assoluto nella storia della categoria; di questi, 20 sono squadre esordienti.

## Formato
Sebbene il formato della competizione sia cambiato nel corso degli anni, alcuni aspetti sono rimasti costanti:
- Il torneo si svolge in due grandi Conference, Nord e Sud; le squadre di ciascuna regione sono ulteriormente suddivise in divisioni, il che riduce le distanze tra i club e favorisce la partecipazione di un maggior numero di società. Vista la sempre maggiore partecipazione di club ogni nuova stagione, il numero delle conference nel tempo è aumentato. Nell'edizione 2025 i club sono stati suddivisi in sette divisioni: Sudeste, Sur, Oeste, Norte, Centro, Litoral e Metropolitana.

- Il sistema di competizione è misto: durante la prima fase del campionato si disputa una stagione regolare, in cui le squadre si affrontano con la formula del girone all’italiana all’interno della propria divisione. Il numero di turni varia a seconda della quantità di squadre presenti in ciascuna divisione.

- Conclusa la stagione regolare, si svolgono playoff a eliminazione diretta, fino a qualificare due o quattro squadre che accedono alla fase finale.

- La modalità di disputa della finale non è stata uniforme: in alcune edizioni si è giocata come serie di playoff, in altre si è optato per una Final 4.

## Composizione Squadre
Prima dell'inizio dell'edizione 2025 la CABB ha reso note le nuove modalità con cui dovranno essere composti i roster delle squadre per il futuro.
Le rose ufficiali devono essere composte da:
- 5 slot "mayores" (nati nel 2003 o prima)

- 5 slot U21 (nati nel 2004–2005)

- 2 slot "juveniles" (nati dal 2006 in poi)

- Liste di buona fede e cambi tattici:

Le squadre devono presentare la propria lista di buona fede entro il 21 febbraio 2025. I roster potranno includere un massimo di 25 giocatori. Saranno consentiti due cambi tattici fino al 15 aprile; dopo tale data, sarà possibile modificare i roster solo in caso di infortunio di un giocatore, e fino all’inizio dei playoff inter-conferenza.

## Squadre partecipanti
Un totale di 288 club ha disputato almeno un'edizione del torneo. Solo due club hanno partecipato a tutte le quattordici edizioni svolte, dalla stagione 2011-12 fino al 2025. Nella stagione 2025 (in corso) si è registrato il debutto assoluto di 21 squadre, tra cui spicca la presenza del Club Deportivo San Andrés, campione della storica "Liga de Transición 1984". La stagione con il maggior numero di squadre esordienti è stata quella del 2023, con 28 nuovi club ammessi alla categoria.
Nel corso della storia del torneo, vi hanno preso parte importanti società che in passato hanno militato nella Liga Nacional, e alcune di esse, prima della loro partecipazione al Torneo Federal, si erano anche laureate campioni della massima divisione. Tra questi club figurano:
- GEPU San Luis

- Independiente

- Ol. Venado Tuerto

- Estud. Olavarría

- Libertad Sunchales

Altri club, invece, sono diventati campioni della Liga Nacional successivamente alla loro partecipazione al Torneo Federal, come:
- San Lorenzo

- IACC Córdoba

Numerose società che attualmente militano nella Liga Nacional, come: Ferro Carril Oeste, Instituto (Córdoba), Independiente de Oliva, Platense, Riachuelo de La Rioja, San Lorenzo de Almagro e Unión de Santa Fe; hanno utilizzato il Torneo Federal de Básquet come piattaforma di lancio per i propri progetti cestistici, riuscendo progressivamente a ottenere la promozione alla massima categoria. Alcune lo hanno fatto acquistando una licenza o tramite alleanze sportive, mentre altre — come Unión de Santa Fe — hanno raggiunto la vetta per meriti sportivi, ottenendo due promozioni consecutive.
Infine, alcune società che militano in tornei superiori hanno partecipato al Torneo Federal con le proprie squadre di sviluppo, tra cui: Boca Juniors, Ciclista Olímpico, Comunicaciones, Oberá Tennis Club, Obras Sanitarias, Regatas Corrientes, Quimsa, Quilmes Mar del Plata

### Squadre e debuttanti per stagione
| Stagione  | Num. Squadre   | Num. Debuttanti |
| --------- | -------------- | --------------- |
| 2011-12   | 55             |                 |
| 2012-13   | 49             | 13              |
| 2013-14   | 52             | 14              |
| 2014-15   | 54             | 19              |
| 2015-16   | 50             | 11              |
| 2016-17   | 50             | 12              |
| 2017-18   | 64             | 21              |
| 2018-19   | 70             | 11              |
| 2019-20   | 72             | 15              |
| 2021      | 69             | 27              |
| 2022      | 102            | 19              |
| 2023      | 102            | 28              |
| 2024      | 108            | 22              |
| 2025      | 110            | 21              |
| 2012-2025 | Squadre totali | 288             |

## Squadre attuali (2025)
| División A           |                    |                |
| Club                 | Città              | Stadio         |
| Deportivo Perfora    | Plaza Huincul      | Islas Malvinas |
| Deportivo Español    | Plottier           | El Templo      |
| Atlético Pacífico    | Neuquén            | Viejo Ramírez  |
| El Bigua Neuquen     | Neuquén            | Gimnasio Biguá |
| CAI Neuquén          | Neuquén            | La Caldera     |
| Dep. General Roca    | General Roca       | Gimena Padin   |
| Club Progreso        | General Roca       | —              |
| Atlético Regina      | Villa Regina       | —              |
| División B           |                    |                |
| Club                 | Città              | Stadio         |
| Guillermo Brown      | Puerto Madryn      | Benito García  |
| Náutico Rada Tilly   | Rada Tilly         | —              |
| Federación Deportiva | Comodoro Rivadavia | Diego Simón    |
| Escuela Mosconi      | Caleta Olivia      | —              |

| División A                   |              |                          |
| Club                         | Città        | Stadio                   |
| Independiente                | General Pico | Gigante de la Avenida    |
| Ferro Carril General Pico    | General Pico | Colosito Barrio Talleres |
| All Boys Santa Rosa          | Santa Rosa   | José Regazoli            |
| San Martin de Junín          | Junín        | Alcides Schiavoni        |
| Club Los Indios              | Junín        | Tomás Corrado            |
| Colón de Chivilcoy           | Chivilcoy    | Oscar y Alfredo Barca    |
| División B                   |              |                          |
| Club                         | Città        | Stadio                   |
| Independiente de Tandil      | Tandil       | Duggan Martignoni        |
| Centro Basko                 | Necochea     | —                        |
| Indep. Zárate                | Zárate       | D.A.M. Stadium           |
| Club Belgrano de San Nicolás | San Nicolás  | Fortunato Bonelli        |
| Somisa de San Nicolás        | San Nicolás  | Socios Fundadores        |
| Atenas La Plata              | La Plata     | Dante Demo               |
| Estudiantes La Plata         | La Plata     | Polideportivo Uno        |

| División A              |                |                  |
| Club                    | Città          | Stadio           |
| Deportivo Facundo       | La Rioja       | La Caldera Verde |
| Atlético Riojano        | La Rioja       | —                |
| Rioja Juniors           | La Rioja       | —                |
| Banco Rioja             | La Rioja       | —                |
| Chamical                | Chamical       | —                |
| Huracán Las Heras       | Las Heras      | —                |
| G.E.P.U.                | San Luis       | Emilio Perazzo   |
| División B              |                |                  |
| Club                    | Città          | Stadio           |
| Bochas Club             | Colonia Caroya | José Pepe Nou    |
| Club 9 de Julio         | Morteros       | —                |
| El Ceibo                | San Francisco  | —                |
| Almafuerte Las Varillas | Las Varillas   | —                |
| Central Argentino       | Villa María    | —                |
| Club El Tala            | San Francisco  | —                |

| División Única                 |                        |                    |
| Club                           | Città                  | Stadio             |
| Central Entrerriano            | Gualeguaychú           | José María Bértora |
| Deportivo Luis Luciano         | Urdinarrain            | —                  |
| Regatas Concepcion del Uruguay | Concepción del Uruguay | Juan José Garro    |
| Sportivo San Salvador          | San Salvador           | El Corralito       |
| Atlético Gualeguay             | Gualeguay              | Islas Malvinas     |
| Atlético Tala                  | Rosario del Tala       | Gregorio Panizza   |
| Urquiza Santa Elena            | Santa Elena            | —                  |
| Ciclista Paraná                | Paraná                 | —                  |
| Ferrocarril San Salvador       | San Salvador           | —                  |

| División A                     |                     |                        |
| Club                           | Città               | Stadio                 |
| Avellaneda Santiago del Estero | Santiago del Estero | —                      |
| Atlético San Martín            | Tucumán             | —                      |
| Avellaneda de Tucumán          | Tucumán             | —                      |
| Belgrano Tucumán               | Tucumán             | —                      |
| Asociación Mitre               | Tucumán             | Dionisio Muruaga       |
| Atlético Concepción            | Banda del Río Salí  | —                      |
| Talleres de Tafí Viejo         | Tafí Viejo          | La Leonera             |
| Red Star Catamarca             | Catamarca           | Ricardo Bollea         |
| Hindú Catamarca                | Catamarca           | José Antonio Russo     |
| División B                     |                     |                        |
| Club                           | Città               | Stadio                 |
| Hindú Club Resistencia         | Resistencia         | Ricardo Moro           |
| Recreativo Hércules            | Charata             | —                      |
| Santa Sylvina                  | Santa Sylvina       | —                      |
| Club San Martín                | Curuzú Cuatiá       | —                      |
| A.M.A.D                        | Goya                | Juan Antonio Faturo    |
| Sarmiento de Formosa           | Formosa             | —                      |
| Tokio de Posadas               | Posadas             | Jorge Rokuro Yamaguchi |
| Atl. Bartolomé Mitre           | Posadas             | —                      |
| San Lorenzo de Monte Caseros   | Monte Caseros       | —                      |
| C.A.P.R.I.                     | Posadas             | —                      |

| División A                 |                 |                              |
| Club                       | Città           | Stadio                       |
| Sportsmen Unidos           | Rosario         | Alfredo Figna                |
| Atlético Temperley         | Rosario         | Alfredo Morosano             |
| Gimnasia de Rosario        | Rosario         | —                            |
| Rosario Central            | Rosario         | Cruce Alberdi                |
| Náutico Avellaneda         | Rosario         | Microestadio Ricardo Velasco |
| Argentino de Marcos Juárez | Marcos Juárez   | Aroon Gerchunoff             |
| Atlético San Martín        | Marcos Juárez   | Leonardo Gutiérrez           |
| S.C. Cañadense             | Cañada de Gómez | Florencio Varni              |
| Ol. Venado Tuerto          | Venado Tuerto   | —                            |
| División B                 |                 |                              |
| Club                       | Città           | Stadio                       |
| Gimnasia Santa Fe          | Santa Fe        | Ricardo Crespi               |
| Almagro de Esperanza       | Esperanza       | Juan Carlos Pepote Spies     |
| Club Sanjustino            | San Justo       | Félix Colombo                |
| Atlético Santa Paula       | Gálvez          | Víctor Comelli               |
| Libertad Sunchales         | Sunchales       | Hogar de los Tigres          |
| Atl. Rivadavia Juniors     | Santa Fe        | El Gigante de Las Heras      |
| Sportivo Rivadavia         | San Genaro      | Miguel Ángel Morell          |
| Atlético San Jorge         | San Jorge       | —                            |

| División A                |                      |                          |
| Club                      | Città                | Stadio                   |
| Independiente             | Avellaneda           | Carlos Bottaro           |
| Gimnasia Ituzaingó        | Ituzaingó            | Dr. Armando Milano       |
| Atl. Monte Grande         | Monte Grande         | —                        |
| Alejandro Korn            | Alejandro Korn       | —                        |
| Institución Sarmiento     | Santos Lugares       | Centenario               |
| Atlético 3 de Febrero     | San Andrés           | —                        |
| Atl. San Miguel           | San Miguel           | —                        |
| San Fernando              | San Fernando         | —                        |
| Villa del Parque          | Buenos Aires         | —                        |
| División B                |                      |                          |
| Club                      | Città                | Stadio                   |
| River Plate               | Buenos Aires         | Microestadio River Plate |
| Unión de Munro            | Munro                | José Rebolini            |
| Recreativo Los Indios     | Moreno               | Oscar Vicente Pérez      |
| C.A.S.A. de Padua         | San Antonio de Padua | —                        |
| Banco Nación              | Vicente López        | —                        |
| San Andrés                | Malaver              | Enrique Tanghe           |
| Berazategui               | Berazategui          | —                        |
| Ferrocarril Midland       | Libertad             | —                        |
| Club Caza y Pesca         | Don Torcuato         | Edgardo N. Michaud       |
| División C                |                      |                          |
| Club                      | Città                | Stadio                   |
| Ateneo Popular Versailles | Buenos Aires         | —                        |
| Deportivo Pinocho         | Buenos Aires         | Ernesto Magliarella      |
| Presidente Derqui         | Presidente Derqui    | Carlos Carpegna          |
| Atletico Pilar            | Pilar                | La Caldera               |
| Claridad                  | Ciudadela            | —                        |
| Estudiantil Porteño       | Ramos Mejía          | —                        |
| Defensores de Hurlingham  | Hurlingham           | —                        |
| Cañuelas BC               | Cañuelas             | —                        |
| Atlético Ezeiza           | Ezeiza               | —                        |

## Albo d'oro
Nota: si riportano solo le promozioni conquistate sul campo.
| Stagione                      | Campione                                         | Serie                                            | Finalista                                        | Promozioni                                                                     |
| ----------------------------- | ------------------------------------------------ | ------------------------------------------------ | ------------------------------------------------ | ------------------------------------------------------------------------------ |
| Torneo Federal de Básquet     |                                                  |                                                  |                                                  |                                                                                |
| 2011-2012                     | La Unión                                         | 2 - 0                                            | San Lorenzo Chivilcoy                            | La Unión San Lorenzo Chivilcoy                                                 |
| 2012-2013                     | Unión                                            | 3 - 2                                            | Barrio Parque                                    | Unión Barrio Parque                                                            |
| 2013-2014                     | Estud. Olavarría                                 | 3 - 1                                            | Regatas Concepcion del Uruguay                   | Estud. Olavarría Hispano Americano                                             |
| 2014-2015                     | Parque Sur Concepcion                            | 92 - 91                                          | Ol. Bahía Blanca                                 | Parque Sur Concepcion Ol. Bahía Blanca Atenas Patagones Hindú Club Resistencia |
| 2015-2016                     | Atlético Temperley                               | 68 - 59                                          | Sportivo Las Parejas                             | Atlético Temperley Sportivo Las Parejas                                        |
| 2016-2017                     | Ramos Mejia LTC                                  | 2 - 0                                            | Deportivo Norte                                  | Ramos Mejia LTC Deportivo Norte                                                |
| 2017-2018                     | Racing de Chivilcoy                              | 2 - 0                                            | Argentino Olimpico Ceres                         | Racing de Chivilcoy Argentino Olimpico Ceres                                   |
| 2018-2019                     | Central Entrerriano                              | 2 - 1                                            | Villa Mitre                                      | Central Entrerriano Villa Mitre                                                |
| 2019-2020                     | Non disputato a causa della Pandemia di COVID-19 | Non disputato a causa della Pandemia di COVID-19 | Non disputato a causa della Pandemia di COVID-19 | Non disputato a causa della Pandemia di COVID-19                               |
| 2021                          | Jáchal BC                                        | Quadrangolare finale                             | Zárate Basket                                    | Jáchal BC Zárate Basket                                                        |
| La Liga Federal de Básquetbol |                                                  |                                                  |                                                  |                                                                                |
| 2022                          | La Unión                                         | 2 - 0                                            | Pico FC                                          | La Unión Pico FC                                                               |
| 2023                          | Unión Mar del Plata                              | 2 - 0                                            | Provincial de Rosario                            | Unión Mar del Plata Provincial de Rosario                                      |
| 2024                          | El Talar                                         | 2 - 1                                            | Centenario                                       | El Talar Centenario                                                            |
| 2025                          | In corso                                         | In corso                                         | In corso                                         | In corso                                                                       |

## Titoli per squadra
| Club                  | Titoli | Città                  | Anno/i        |
| --------------------- | ------ | ---------------------- | ------------- |
| La Unión              | 2      | Colón                  | 2011-12, 2022 |
| Unión                 | 1      | Santa Fe               | 2012-13       |
| Estud. Olavarría      | 1      | Olavarría              | 2013-14       |
| Parque Sur Concepcion | 1      | Concepción del Uruguay | 2014-15       |
| Atlético Temperley    | 1      | Turdera                | 2015-16       |
| Ramos Mejia LTC       | 1      | Ramos Mejía            | 2016-17       |
| Racing de Chivilcoy   | 1      | Chivilcoy              | 2017-18       |
| Central Entrerriano   | 1      | Gualeguaychú           | 2018-19       |
| Jáchal BC             | 1      | San José de Jáchal     | 2021          |
| Unión Mar del Plata   | 1      | Mar del Plata          | 2023          |
| El Talar              | 1      | CABA                   | 2024          |